# Pra frente Brasil (canção)
Pra frente Brasil é uma canção composta por Miguel Gustavo para inspirar a seleção brasileira na Copa do Mundo FIFA de 1970. Foi cantada pelo país na euforia ufanista gerada pela primeira transmissão ao vivo de uma Copa, e tornou-se hino desta edição, para os brasileiros.
Sua origem deve-se a um concurso (com premiação de dez mil cruzeiros), organizado pelos patrocinadores das transmissões dos jogos da Copa. Ricardo Cravo Albin afirma que o concurso fora patrocinado por uma cervejaria, enquanto Nara Damante explica que o concurso tinha o patrocínio das anunciantes Esso, Souza Cruz e Gillette, em parceira com a Rede Globo.
Segundo o compositor e trombonista Raul de Souza, em entrevista ao Jornal do Brasil em 2002, a melodia é de sua autoria, tendo Miguel Gustavo apenas escrito a letra. Ainda segundo Raul, o hino foi gravado em um estúdio do Bairro Peixoto com orquestra da Rádio Globo.

“Noventa milhões em ação, pra frente Brasil do meu coração. [...] De repente é aquela corrente pra frente parece que todo o Brasil deu a mão. Todos unidos na mesma emoção, tudo é um só coração. Todos juntos vamos, pra frente Brasil, salve a seleção.”

— Trecho da letra da música.